# Valangaiman

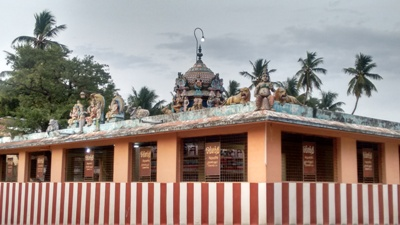
Tempel in Valangaiman (2016)

Valangaiman (Tamil: வலங்கைமான் Valaṅkaimāṉ; auch Valangiman) ist eine Stadt im indischen Bundesstaat Tamil Nadu. Die Einwohnerzahl beträgt rund 12.000 (Volkszählung 2011).
Valangaiman liegt im Kaveri-Delta am Südufer des Kudamurti, eines Mündungsarms des Kaveri-Flusses, im Distrikt Tiruvarur. Die nächstgrößeren Städte sind Kumbakonam rund zehn Kilometer nördlich und die Distrikthauptstadt Tiruvarur 40 Kilometer südöstlich. Die Entfernung nach Chennai, die Hauptstadt Tamil Nadus, beträgt rund 300 Kilometer. Valangaiman ist Hauptort des Taluks Valangaiman.
88 Prozent der Einwohner Valangaimans sind Hindus, 9 Prozent sind Muslime und 3 Prozent Christen. Die Hauptsprache ist, wie in ganz Tamil Nadu, das Tamil, das von 99 Prozent der Bevölkerung als Muttersprache gesprochen wird.